# Pont-de-Chéruy
 Pont-de-Chéruy  es una población y comuna francesa, en la región de Ródano-Alpes, departamento de Isère, en el distrito de Vienne y cantón de Pont-de-Chéruy.

## Situación geográfica
Pont-de-Chéruy está situado en el departamento de Isère y en la región de Auvernia-Ródano-Alpes a aproximadamente 35 minutos de Lyon en coche por autopista. El río Bourbre recorre la población de sur a norte atravesando por el centro de la comuna y junto al ayuntamiento.

## Demografía
En el año 2007 la población de Pont-de-Chéruy era de 4842 personas. Había 1886 familias, de las cuales 640 eran unipersonales (252 hombres viviendo solos y 388 mujeres viviendo solas), 454 parejas sin hijos, 590 parejas con hijos y 202 familias monoparentales con hijos.
La población ha evolucionado según el siguiente gráfico:
Habitantes censados
| 2997 | 3561 | 3853 | 3849 | 4700 | 4540 | 4892 | 5104 |
| Para los censos de 1962 a 1999 la población legal corresponde a la población sin duplicidades (Fuente: INSEE [Consultar]) |      |      |      |      |      |      |      |

## Viviendas
En el año 2007 había 2093 viviendas, 1918 eran viviendas principales de la familia, 19 eran segundas residencias y 156 estaban desocupadas. 824 eran casas y 1213 eran apartamentos. De las 1918 viviendas principales, 1020 estaban ocupadas por sus propietarios, 844 estaban alquiladas y ocupadas por sus inquilinos y 54 estaban cedidas de manera gratuita; 70 tenían un cuarto/habitación, 266 tenían dos, 518 tenían tres, 574 tenían cuatro y 491 tenían cinco o más. 1397 viviendas disponían de una plaza de aparcamiento.

## Equipamientos sanitarios y escolares
Dispone de un centro de salud y en el año 2009 había tres farmacias.
En ese mismo año había dos guarderías, un colegio de primaria, un colegio de educación secundaria, un liceo de enseñanza general y un liceo tecnológico. En los colegios de educación secundaria había 583 alumnos, en los liceos de enseñanza general había 790 y en los liceos tecnológicos 378.

## Servicios públicos y privados
En cuanto a los establecimientos de servicios a la población desde 2009, había 1 oficina de tesorería pública / fiscal, 1 oficina de desempleo, 1 comisaría de policía, 1 oficina de correos, varios bancos, 1 funeraria y múltiples empresas privadas de industria, de servicios inmobiliarios, de cáterin, de actividades agrícolas, etc.

## Galería de imágenes

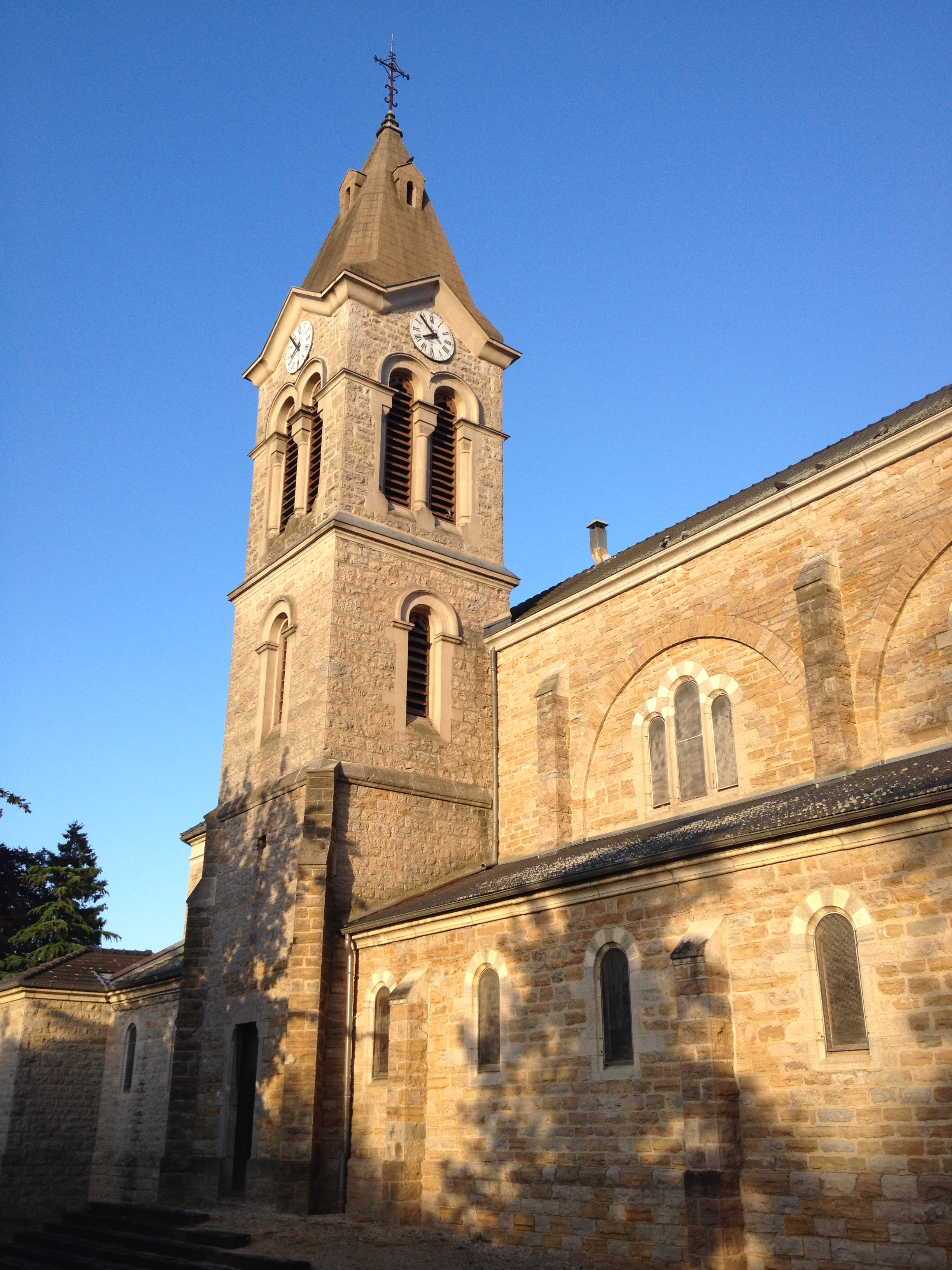
Iglesia
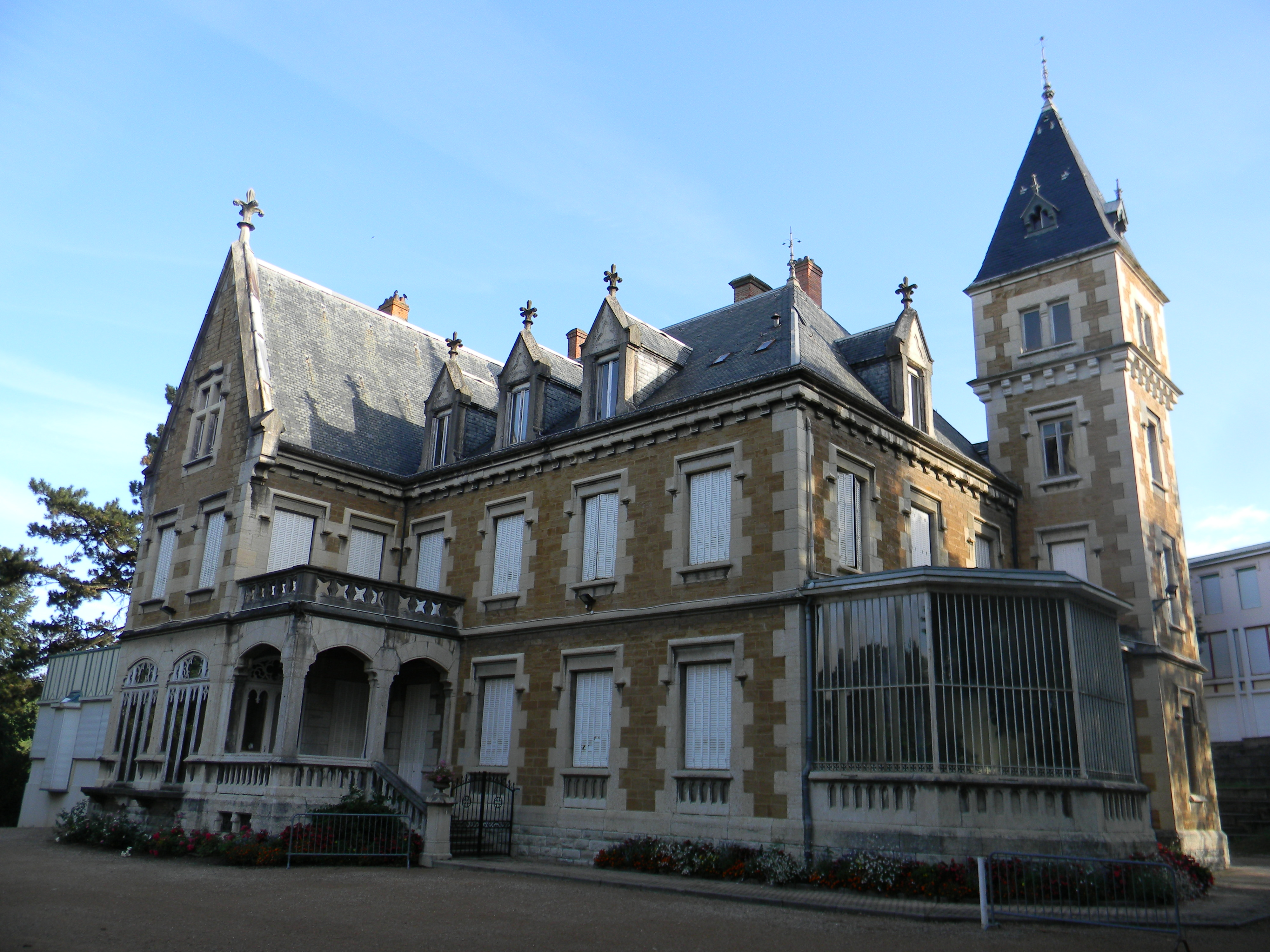
Castillo Grammont